# Orbione penei
Orbione penei är en kräftdjursart som beskrevs av Bonnier 1900. Orbione penei ingår i släktet Orbione och familjen Bopyridae. Inga underarter finns listade i Catalogue of Life.